# Biblioteca Imperial de Constantinoble
La Biblioteca Imperial de Constantinoble, a la capital de l'Imperi Romà d'Orient, fou la darrera de les grans biblioteques del món antic. Molt de temps després de la destrucció de la gran Biblioteca d'Alexandria i d'altres biblioteques antigues, ella preservà el coneixement de Grècia i Roma durant quasi mil anys. Una sèrie d'incendis intencionats al llarg dels anys i danys durant guerres, incloent-hi els atacs de la Quarta Croada del 1204, causaren danys a l'edifici i als llibres. La biblioteca continuà en relatiu bon estat fins que la ciutat de Constantinoble fou conquerida per l'Imperi otomà el 1453, quan importants continguts de la biblioteca foren destruïts o perduts. La biblioteca fou fundada per Constanci II (317-361 abans de la nostra era), que hi va establir un scriptorium, de manera que les obres sobrevivents de la literatura grega poguessen ser copiades i conservades. L'emperador Valent el 372 va emprar quatre cal·lígrafs grecs i tres llatins. La majoria de clàssics grecs coneguts hui provenen de còpies romanes d'Orient de la Biblioteca Imperial de Constantinoble.

## Història
A la Grècia antiga la paraula escrita i la majoria de la literatura era transcrita en papir. Com que el papir es deteriorava molt ràpidament, va haver-hi un moviment per a transferir el material de lectura del papir al pergamí, com va fer Constantí el Gran, al voltant del segle IV, tot i que el va limitar als textos sagrats. L'hereu de Constantí al tron Constanci II, va continuar aquesta tendència. El seu treball va culminar amb la primera Biblioteca Imperial de Constantinoble. Es creu que la biblioteca contenia uns 100.000 volums de textos antics. El treball fou dirigit per Temisti, que va comandar un grup de cal·lígrafs i bibliotecaris.

## Contingut de la biblioteca
Els que treballaren en la transferència dels textos de papirs antics a pergamins van dedicar una gran quantitat de temps i atenció a prioritzar algunes obres. Algunes obres més antigues, com les d'Homer i la història hel·lenística es prioritzaren sobre les obres llatines.
No se'n prioritzaren treballs més antics que ja no es feien servir, com les obres del període Àtic. Les obres de Sòfocles i altres autors, els treballs dels quals se centraven en la gramàtica i el text, van ser escollits per sobre de les obres més comunes o contemporànies. A causa d'aquesta forma de preservació selectiva, moltes obres conegudes per Temisti i que ell esmenta, com ara la tríada de filòsofs estoics, s'han perdut. Alguns fragments d'aquestes obres perdudes, es troben a Herculà.
Els textos en papir que no eren traduïbles, el grup va intentar preservar-los revestint-los amb pergamí.

## La destrucció de la biblioteca
Al llarg dels segles, alguns incendis en la Biblioteca de Constantinoble destruïren gran part de la col·lecció. Fou cremada l'any 473 i prop de 120.000 volums es perderen. Els intents, però, de Temisti i Constanci no foren inútils: algunes obres se'n salvaren, es copiaren de nou o es difongueren per altres textos i obres. Consegüentment, el coneixement modern de la literatura grega clàssica és major del que seria si no fos per aquests esforços.
El 1204, la biblioteca fou suposadament destruïda pels francs i venecians de la Quarta Croada durant el  setge de Constantinoble. Donald Queller observa que, tot i que alguns manuscrits es degueren perdre en els incendis que van assolar la ciutat durant la croada, no hi ha cap indicació de l'existència formal d'una biblioteca imperial en aqueix temps i no hi ha pas fonts que esmenten manuscrits perduts.
Així com hi hagué molts relats sobre textos que van sobreviure a l'era otomana, cap porció significativa de la biblioteca fou recuperada. Al professor Joseph Dacre Carlyle se li hi va facilitar l'accés el 1800, al Seraglio, el suposat repositori de textos sobrevivents al període postotomà, però els textos de la Biblioteca Imperial no van ser pas localitzats. Una notable excepció n'és el Palimpsest d'Arquimedes, trobat el 1840, traduït al 1915, que inexplicablement va ser trobat en una col·lecció privada i el van vendre el 1998.